# Анатолий Генко
Анато̀лий Нѐсторович Гѐнко (16 ноември 1896 г., Санкт Петербург – 26 декември 1941, Ленинград) е руски и съветски езиковед, кавказовед, историк, етнограф, първият изследовател на абазините, убихите, хиналугците, цахурите.

## Ранни години
Бащата на А. Генко, Нестор Карлович Генко (1839 – 1904), е известен учен-лесничей и герой от Руско-турската война. Майка му е Мария Александровна Генко (Гарф) (1861 – 1909).
Анатолий е най-малкото, десето по ред дете в семейството. Тримата му братя – Нестор, Кирил и Евгений – са разстреляни през 1937 г. и впоследствие оправдани. Четвъртият, Петър, се самоубива. Следите на петия брат, Александър, се губят в годините на Гражданската война. Трите му сестри – Людмила, Мария и Татяна – умират през 1920-те години, а четвъртата, Елена, доживява до 1979 година.
През 1914 г., след като завършва Петербургската Първа гимназия със сребърен медал, Анатолий Генко започна да следва в класическото отделение на историко-филологическия факултет на Санктпетербургския университет, където слуша лекции на Ф. Зелински, М. Ростовцев, С. Жебелев, Ян Бодуен де Куртене, Б. Тураев, С. Платонов, В. Перетц, Лев Щерба, Н. Лосский и други. Същевременно в арменско-грузинското отделение на факултета по източни езици се занимава под ръководството на В. Бартолд, П. Коковцов, Н. Мар, И. Крачковски, И. Кипшидзе и други.

## Научна дейност
През 1921 г. Генко става научен сътрудник в Научноизследователския институт по сравнително проучване на литературите и езиците на Изтока и Запада при Петроградския университет. Между 1922 и 1941 г. работи в Азиатския Музей (от 1930 г. – Институт по ориенталски изследвания към АН на СССР, днес Институт за източни ръкописи на РАН), където през 1930-те години ръководи Кабинета за Кавказ. В същото време той си сътрудничи с други научни центрове в Ленинград – Яфетическия институт (от 1930 г. – Институт на езика и начина на мислене към АН на СССР), Държавната Академия по история на материалната култура (от 1937 г. – Институт по история на материалната култура към АН на СССР), Института по антропология и етнография към АН на СССР (от 1937 г. – Институт по етнография към АН на СССР) и Ленинградския ориенталски институт.
В научната дейност на Генко важно място заема лингвистиката. В тази област неговите познания са феноменални: той свободно говори почти тридесет езика. Като член на Всесъюзния централен комитет на новата азбука към Президиума на Съвета по националностите на ЦИК СССР той създава азбуки за кавказски езици без писменост (цахурски, лезгински, табасарански, абхазки, рутулски, хиналугски), пише речници и граматики. При изучаването на един език Генко обръща голямо внимание на идентифицирането и анализа на неговите диалекти.
Като езиковед Генко е под голямото влияние на Николай Мар (основателят на марксисткото езикознание). Обаче Генко „никога не е споделял крайните мнения на своя учител..., не използва неговия метод за анализ и вярва в учението на така нареченото „стадийно“ развитие на езика". Още в началото на 1930-те години маристите отбелязват, че Генко „забавя развитието на яфетическата теория“.
Историко-етнографските изследвания на Генко са тясно свързани с езиковите и се основават както на архивни източници, така и на теренни материали, събрани от него в експедиционни пътувания в много райони на Кавказ. Ученият предприема пътувания към планински райони по много месеци наред, в тежки условия; в едно писмо от 1933 той пише: „Петнадесет дни ни трябваха да стигнем до рутулците. Пътувахме с всякакъв транспорт – с влак, с камион, с каруца, на кон и пеша. Валя ни дъжд, след това на превала валеше сняг и по-късно печеше слънце“.
Много години Генко преподава в различни университети на СССР: Ленинградския държавен университет (ЛГУ), Ленинградския историко-езиков институт (ЛИЛИ) (от 1933 г. – Ленинградски институт по философия и лингвистика, ЛИФЛИ), Ленинградски източен институт (ЛВИ), Московския държавен университет (МГУ), Ростовския държавен университет.
През 1935 г. за всестранна научноизследователската и научно-организационна дейност и основни работи по езиците на кавказките планински народи Президиумът на АН СССР присъжда на Генко степента доктор по езикознание без защита на дисертация. В същата година в Ленинградския източен институт Анатолий Генко е избран за професор.

## Арести
В периода на сталинските чистки Генко е арестуван два пъти: през 1938 г. (9.04.1938 – 10 януари 1940) и през 1941 г. (1.09.1941 – 26 декември 1941). При първия арест Генко е обвинен в антисъветска пропаганда, заедно с колежката си Л. Ф. Векслер, с която е бил свързан със служебни и приятелски отношения. В обвинителния акт е посочено, че А. Генко „в продължение на няколко години води антисъветска пропаганда, клеветнически твърди, че Съветската власт разрушава научните кадри, съзнателно пречи на развитието на науката в СССР".
Обвинението е подкрепено със свидетелските показания. Обаче след година всички трима свидетели се отказват от показанията си, производството срещу А. Генко е прекратено и той е освободен.
В заповедта за втория арест е отбелязано, че А. Генко „разпространява клеветнически и провокативни твърдения за мероприятия, провеждани от КПСС(б) и Съветското правителство... С началото Отечествената война се изразява пораженчески за Червената Армия, за съобщенията на Информбюро, хвали фашистката армия“. В основата на обвиненията са показанията на Евгений Бертельс. В протокола на обвинението след завършване на следствието А. Генко заявява: „Напълно се запознах с материалите на следствието, не се признавам за виновен в повдигнато обвинение...“
В периода на следствието А. Генко лежи в единична килия на вътрешния затвор при Управлението на НКВД на Ленинградска област. От 18 декември 1941 е в болницата на същия затвор с крайно изтощение и сърдечно заболяване (според рапорта на лекар), това са вече най-тежките дни на блокадата. На 26 декември Анатолий Генко почива в болницата. Мястото на гроба му не е известно.
Материалите по разследването стават известни едва през 1991 година. Тогава Генко е реабилитиран, смята се за жертва на политически репресии.

## Наследство
Генко работи в научното поприще малко повече от 20 години. Въпреки това, неговото литературно наследство възлиза на над 50 труда, от които 39 са публикувани.
Трудовете на А. Генко по кавказо-знание имат новаторски характер, той се занимава с неизследвани пластове на лингвистиката, етнографията и историята на народите в региона. Той е първият изследовател на абазини, убихи, хиналугци, цахури. Откриването на средновековната цахурска писменост, което прави, променя из основи представата за грамотността в средновековен Дагестан.

## Трудове
- Из культурного прошлого ингушей // Записки Коллегии востоковедов при Азиатском музее АН СССР. Л., 1930. Т. V. С. 681 – 761.
- Задача этнографического изучения Кавказа // Советская этнография. М., 1936. № 4 – 5. С. 6 – 20.
- Арабские письма Шамиля в Северо-Осетии // Советское востоковедение. М.-Л., 1945. Т. 3. С. 36 – 58 (в соавт. с акад. И. Ю. Крачковским).
- Абазинский язык. Грамматический очерк наречия тапанта. М., 1955. 202 с. 1000 экз.
- Абхазско-русский словарь. Сухум, 1998. 395 с. 500 экз.
- Абхазские фольклорные тексты (материалы А. Н. Генко). Под ред. З. Дж. Джапуа. Сухум, 2001 (на абхазском языке). 207 с. 300 экз.
- Об одном забытом источнике по истории горцев // Caucasica: Кавказоведение. Страницы прошлого. По материалам архива и библиотеки Северо-Кавказского горского историко-лингвистического научно-исследовательского института имен и С.М. Кирова (1926 – 1937): Антология Архив на оригинала от 2017-12-06 в Wayback Machine. / Составители, авторы биографических справок К.Э. Штайн, Д.И. Петренко. – Ростов на Дону: „Полиграф-Сервис“, 2017 (1148 с.). – С. 83 – 92. ISBN 978-5-9906581-7-2
- К вопросу о языковом скрещении (два случая с греческим языком) // Caucasica: Кавказоведение. Страницы прошлого. По материалам архива и библиотеки Северо-Кавказского горского историко-лингвистического научно-исследовательского института имен и С.М. Кирова (1926 – 1937): Антология Архив на оригинала от 2017-12-06 в Wayback Machine. / Составители, авторы биографических справок К.Э. Штайн, Д.И. Петренко. – Ростов на Дону: „Полиграф-Сервис“, 2017 (1148 с.). – С. 604 – 611.
- О названиях ’плуга’ в северокавказских языках (Представлено академиком Н.Я. Марром в ОГН 3.IV.1930) // Caucasica: Кавказоведение. Страницы прошлого. По материалам архива и библиотеки Северо-Кавказского горского историко-лингвистического научно-исследовательского института имен и С.М. Кирова (1926 – 1937): Антология Архив на оригинала от 2017-12-06 в Wayback Machine. / Составители, авторы биографических справок К.Э. Штайн, Д.И. Петренко. – Ростов на Дону: „Полиграф-Сервис“, 2017 (1148 с.). – С. 612 – 616.
- Из области чеченской диалектологии // Caucasica: Кавказоведение. Страницы прошлого. По материалам архива и библиотеки Северо-Кавказского горского историко-лингвистического научно-исследовательского института имен и С.М. Кирова (1926 – 1937): Антология Архив на оригинала от 2017-12-06 в Wayback Machine. / Составители, авторы биографических справок К.Э. Штайн, Д.И. Петренко. – Ростов на Дону: „Полиграф-Сервис“, 2017 (1148 с.). – С. 617 – 630.
- Из культурного прошлого ингушей // Caucasica: Кавказоведение. Страницы прошлого. По материалам архива и библиотеки Северо-Кавказского горского историко-лингвистического научно-исследовательского института имен и С.М. Кирова (1926 – 1937): Антология Архив на оригинала от 2017-12-06 в Wayback Machine. / Составители, авторы биографических справок К.Э. Штайн, Д.И. Петренко. – Ростов на Дону: „Полиграф-Сервис“, 2017 (1148 с.). – С. 1103 – 1143.